# Chapelle Notre-Dame de Kerven
Pour les articles homonymes, voir Chapelle Notre-Dame.
La Chapelle Notre-Dame de Kerven est une chapelle situé sur la commune française de Trégunc, dans le Finistère. Elle est inscrite monument historique depuis 1932.

## Histoire
La chapelle Notre-Dame de Kerven aurait été édifiée par l’abbaye de Locmaria-Quimper. En effet, cette abbaye avait un certain nombre de droits de prééminence et aussi d'étalage le jour du pardon, à l'époque le 8 septembre.

## Description
La chapelle Notre-Dame de Kerven comprend une nef, des bas-côtés de cinq travées au sud et de quatre travées au nord, et un chœur. Le retable à colonnes torses derrière l'autel date du XVIIIe siècle. La chapelle renferme les statues de saint Fiacre, saint Herbot, saint Nicodème, un saint évêque, et un saint et une sainte non identifiés.
La chapelle possède un vitrail qui représente trois scènes de la vie de la Vierge : la Visitation de la Vierge Marie, l'Adoration des Mages et la Fuite en Égypte. Le blason du fondateur, maintenant presque illisible, est placé tout au sommet de la flèche. La chapelle possède un calvaire en granite sur son placître.

## Galerie

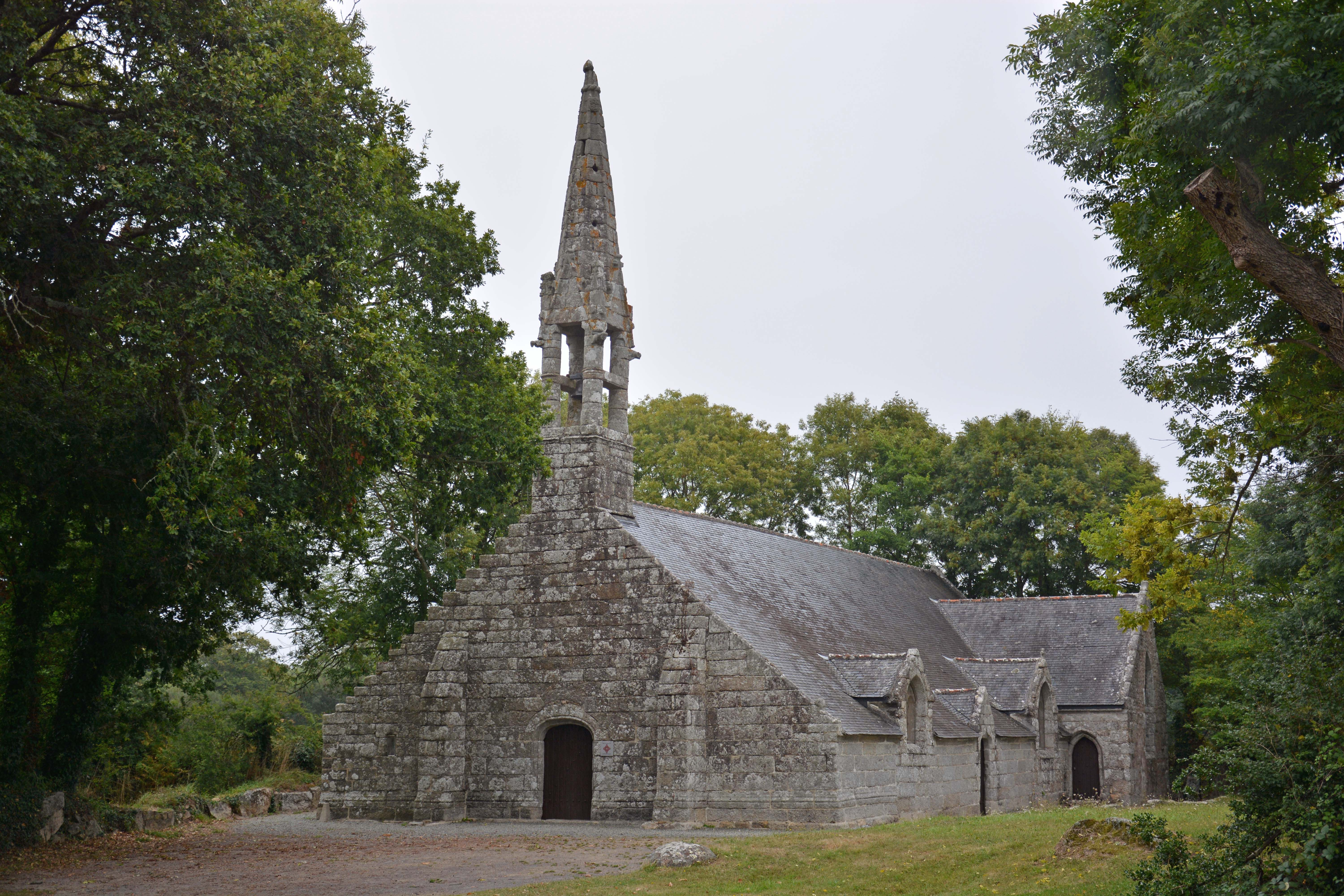
Vue éloignée
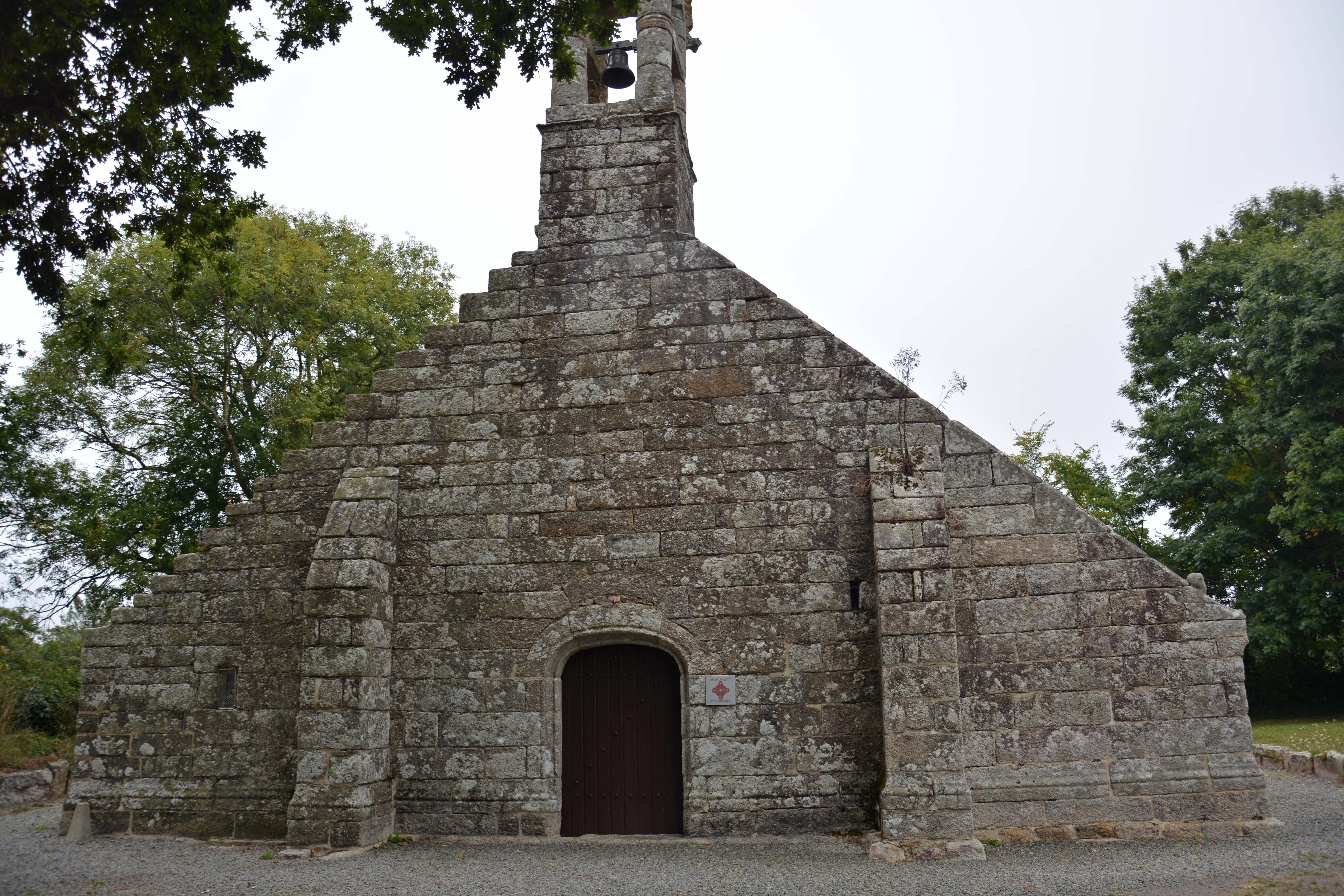
La façade ouest
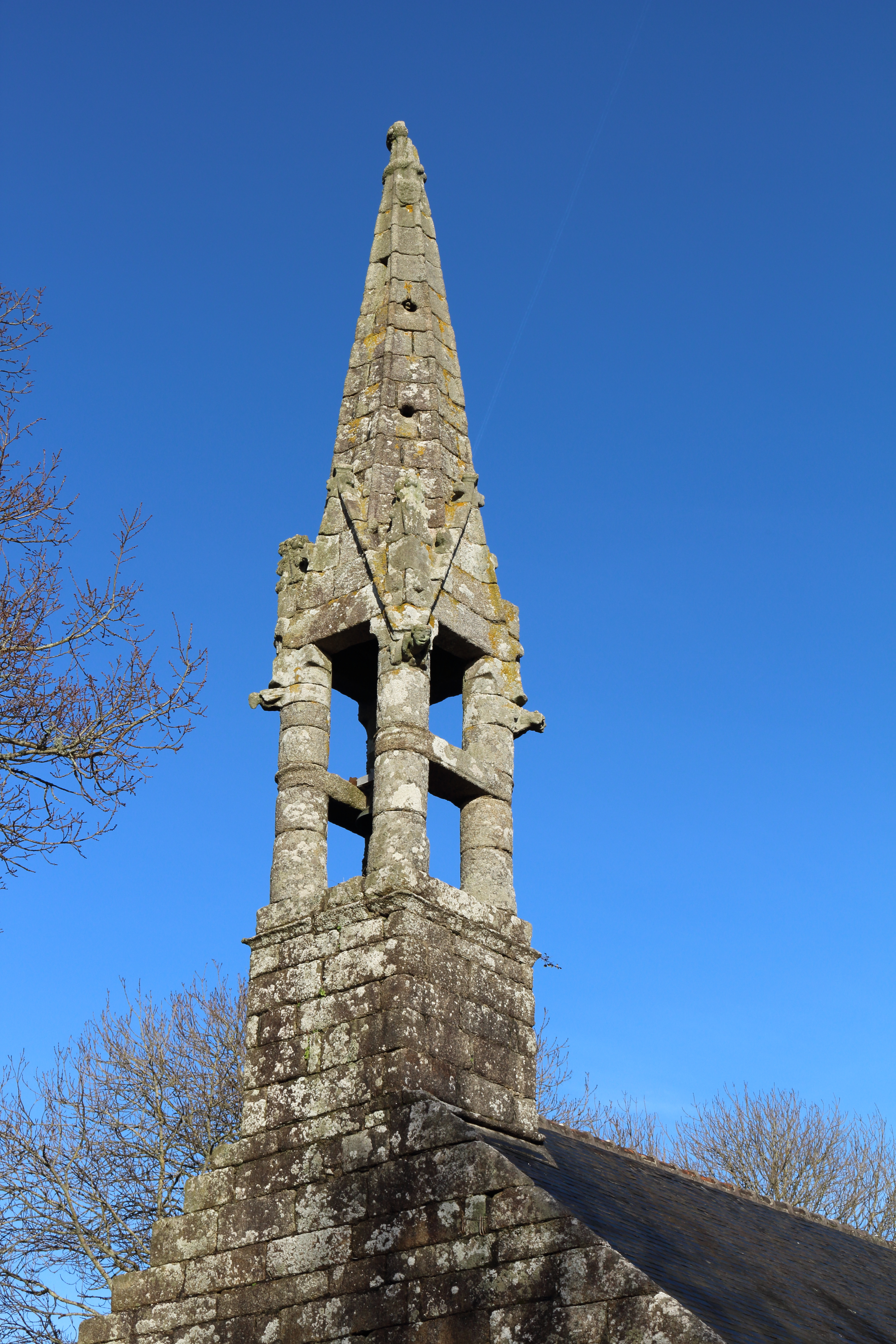
Le clocher
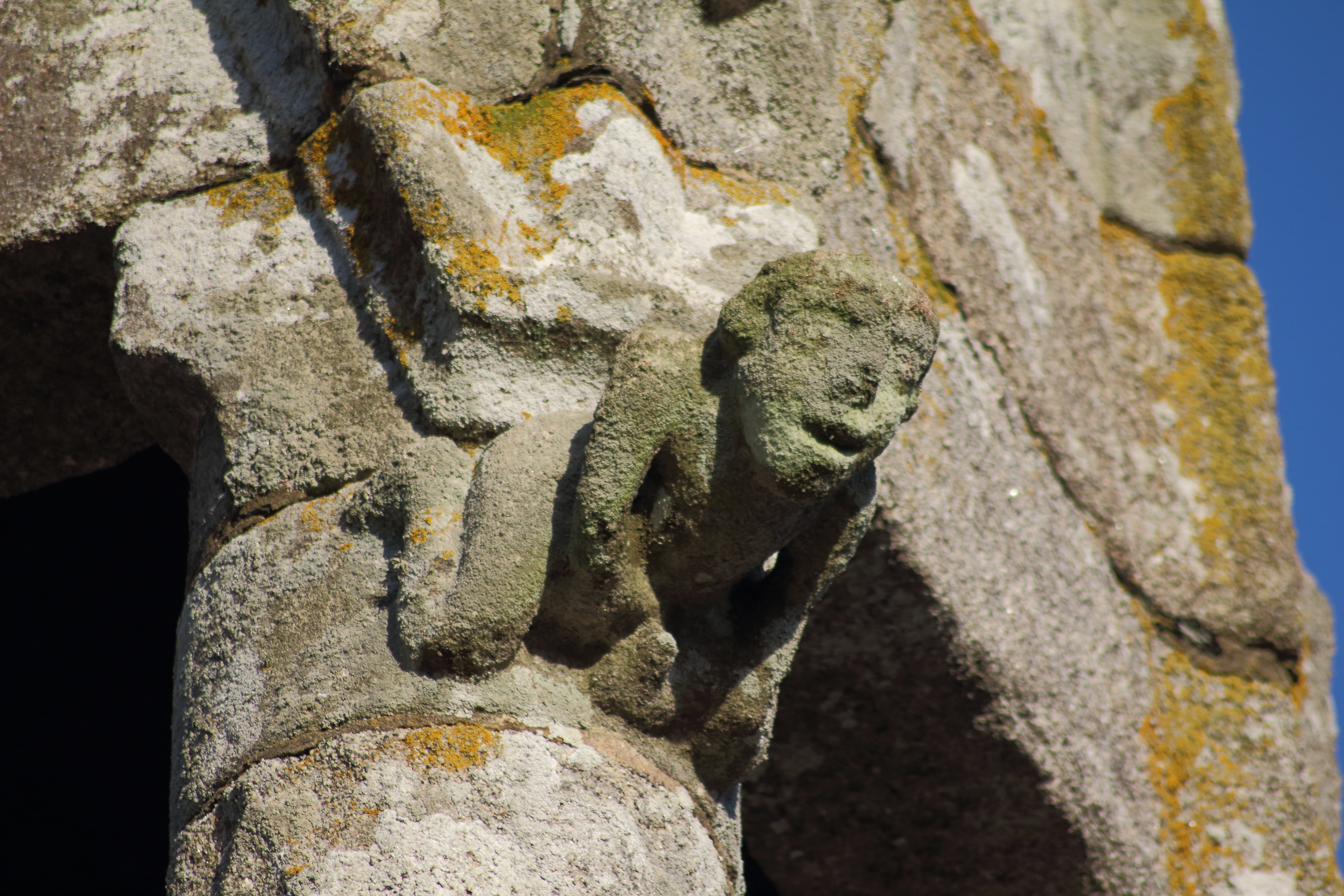
Détail d'une sculpture du clocher
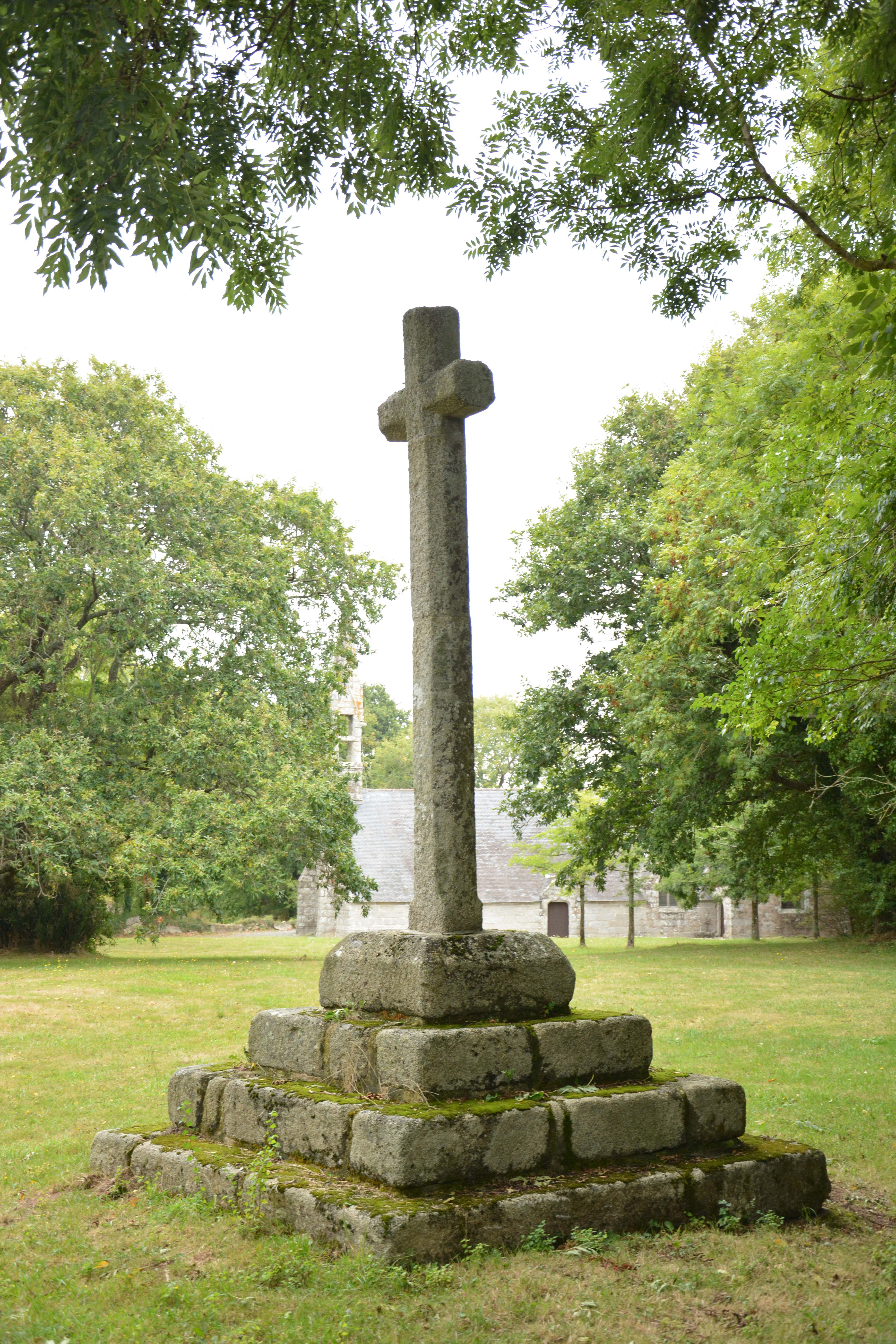
Le calvaire